# Циге Дугума
Циге Дугума (англ. Tsige Duguma, амх. ጽጌ ዱጉማ; нар. 23 лютого 2001) — ефіопська легкоатлетка, яка спеціалізується у бігу на середні дистанції.

## Спортивні досягнення
Срібна олімпійська призерка з бігу на 800 метрів (2024).
Чемпіонка світу в приміщенні з бігу на 800 метрів (2024).
Чемпіонка Африканських ігор з бігу на 800 метрів (2024).
Чемпіонка Ефіопії з бігу на 400 метрів (2022).